# Vándorlás
Vándorlásnak (migrációnak) nevezzük, amikor valakinek tartósan nincs állandó lakóhelye (vagy nem csak egy van), és nagy területet bejárva rendszeresen egyik helyről a másikra költözik. A vándorlás tehát különbözik az utazás többi, egyszer történő formájától, így a ki- és bevándorlástól, ami az országok közötti egyszeri utazást jelenti új élet kezdése céljából.
Ha a vándorló életet egy egész etnikum folytatja, akkor vándorló népcsoportról, vándorló népről beszélünk. A népcsoportok vándorlása az egyik formája a migrációnak, a tömeges utazásnak. A vándorló életmódot a nyugat-európai szakirodalom egységesen „nomádnak” nevezi, míg nálunk a „nomád” kifejezés inkább csak az állattartó vándorló népeket jelöli.

## Vándorló népcsoportok
- Vándorló zsákmányoló-gyűjtögető népek (például pigmeusok)
- Vándorló halász népek („tengeri nomádok”, például Thaiföld, Burma)
- Peripatetikus (meghatározott cél nélkül vándorló) népek (például a hagyományos nyugat-európai cigányok)
- Nomád népek (például a hagyományosan élő beduinok)
  - Eurázsiai lovasnomádok, a nomádok egyik nagy csoportja Eurázsia füves sztyeppéin, például a hagyományosan élő mongolok)

## Kapcsolódó szócikk
- Népvándorláskor
- Nomadizmus